# Callochiton kapitiensis
Callochiton kapitiensis är en blötdjursart som beskrevs av Mestayer 1926. Callochiton kapitiensis ingår i släktet Callochiton och familjen Ischnochitonidae. Inga underarter finns listade i Catalogue of Life.